# ディナール人種

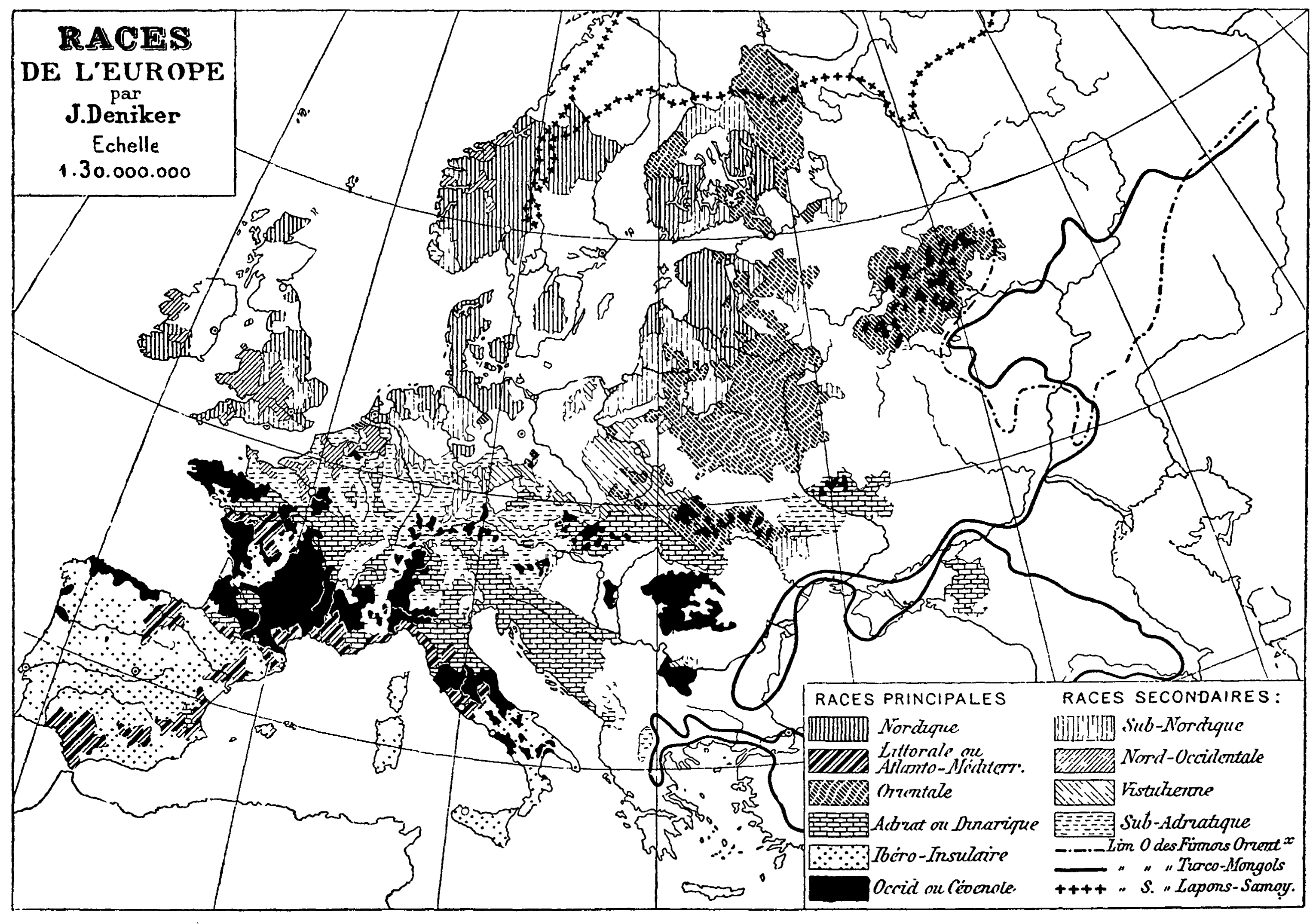
1899年の人種区分。現在の北イタリア、スロベニア、クロアチア、BIHにかけ分布する煉瓦模様がディナール人種。やや南を分布域とする史料もある。
ジョゼフ・ドゥニケールの "Races de l'Europe" （1899年）のヨーロッパの人種地図

ディナール人種（ディナールじんしゅ、Dinaric race）はかつてコーカソイドに属するとされた人種の下位区分の一つ。主にバルカン半島北西部に分布すると仮定された。
ナチスに仕えた人種学者ハンス・ギュンターによって盛んに広められ、ナチスの人種・民族政策に影響を与えた。
アルプス人種の一地方形と見なされたこともあったが、身長が170–185cmを越えるなど大きな差があるため、独立した人種と考えられた。頭蓋は、後頭部が急激に下方に屈曲するため短頭である。毛髪と虹彩は褐色を示す。
遺伝的にはY染色体ハプログループI2との間に分布の相関がみられる。